# Ivana Dulić Marković
Ivana Dulić Marković (Zagreb, 1961.) je hrvatska političarka iz Srbije. Rodom je Hrvatica.
Rodila se u katoličkoj obitelji u Zagrebu 1961. godine. Ubrzo je životni put nosi u Suboticu, u kojoj je provela djetinjstvo i u kojoj je završila osnovnu i srednju školu.
Potom se vraća u rodni Zagreb, gdje je diplomirala i magistrirala na Poljoprivrednom fakultetu. 
Bila je u prvoj vladi Vojislava Koštunice. Kao članica G17+, bila je ministrica poljoprivrede, šumarstva i vodoprivrede od 2004. do 2006. godine, nakon čega ju je 2006. naslijedio stranački kolega Goran Živkov. 
U istoj 2006. godini je bila potpredsjednica Vlade Srbije, naslijedivši stranačkog kolegu Miroljuba Labusa. Bila je ujedno prva žena na toj funkciji u srbijanskoj vladi. Njenom izboru na tu funkciju su se protivili socijalisti i radikali (potonji su ju optuživali da joj se bliska rodbina hvalila time da je sudjelovala u Domovinskom ratu u Hrvatskoj i da ima naročite zasluge), a njen izbor su podupirali Nova Srbija, Srpski pokret obnove i Demokratska stranka Srbije. I nakon izbora na tu funkciju, radikalski napadi na nju nisu prestali.

## Vanjske poveznice
- Radio Subotica, program na hrvatskom[neaktivna poveznica] Marija Matković: Ivana Dulić Marković: Vlada je «bacila kosku» među poljoprivrednike, 2. lipnja 2011.